# Церковь Екатерины и Рождества Пресвятой Богородицы (Павловск)
Це́рковь свято́й великому́ченицы Екатери́ны и Рождества́ Пресвято́й Богоро́дицы — православный храм в городе Павловске (Санкт-Петербург), в бывшем селе Царская Славянка.
Приход храма относится к Санкт-Петербургской епархии Русской православной церкви, входит в состав Пушкинского (Царскосельского) благочиния. Настоятель — протоиерей Олег Александрович Скоморох.

## История

### 1743—1917 годы
Жителями мызы Графская Славянка первоначально являлись крестьяне, принадлежавшие графам Скавронским и их потомкам; они были приписаны к Царскосельскому приходу.
В 1743 году по благословению епископа Никодима (Сребницкого) состоялась закладка храма. Строительство велось на средства графа Мартына Скавронского.
В 1822—1824 и 1829 годах по инициативе графини Юлии Самойловой храм был перестроен по проекту Доменико Адамини. В 1867—1872 годах архитектор Александр Резановым частично восстановил храм в прежнем стиле.
В ночь на 19 июня (1 июля) 1875 года церковь была ограблена псковским крестьянином И. Г. Передойко. Украденные предметы были обнаружены сильно повреждёнными у купившего их «серебреника» из Санкт-Петербурга. Впоследствии драгоценности были перелиты в запрестольный крест, который был помещён в верхней церкви.
Первоначально храм содержался на средства, выделяемые графами. После покупки императором в 1847 году мызы — на средства дворцового правления; а с 1859 года — Главного управления уделов. Рядом с храмом постепенно образовалось Покровское кладбище.

#### Приход

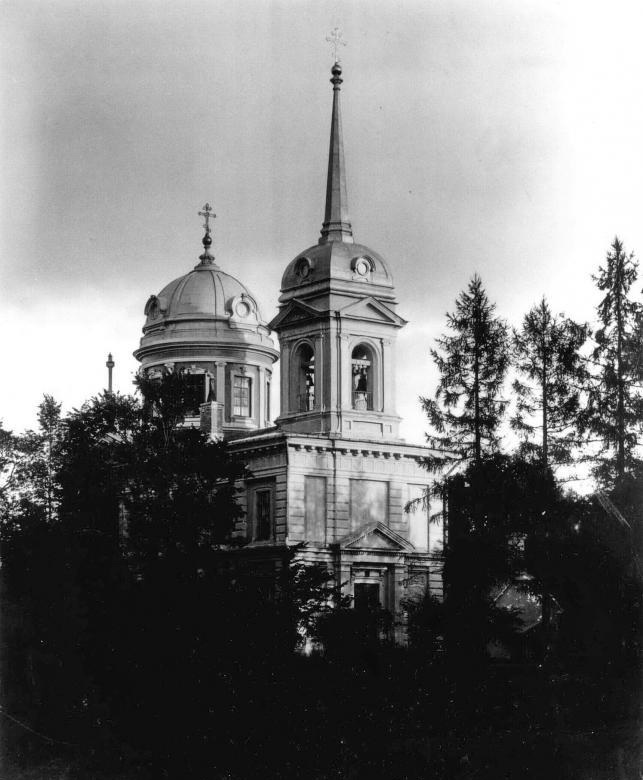
Фото 1910-х годов

В приход храма до 1917 года входили:
- Царская Славянка
- слобода Антропшино (микрорайон города Коммунар)
- слобода Покровская (ныне деревня)
- деревня Антелево
- деревня Верево
- деревня Гайколово (микрорайон города Коммунар)[2]
- деревня Новое Онтолово (местность в востоку от племзавода Лесное[2]
- деревня Новый Бугор (деревня Бугры)
- деревня Порицы[2]
- деревня Романово (деревня Романовка)
- деревня Старая Мельница[2]

К храму была приписана церковь святой равноапостольной Ольги при Санкт-Петербургском Ольгинском детском приюте, освящённая в 1898 году.

### После 1917 года
После ареста и расстрела протоиерея Николая Давыдова в 1937 году в храме были прекращены службы. В 1938 году церковь была окончательно закрыта. В здании были устроены клуб и кинозал.
Существует мнение, что в начале августа 1941 года специальной группой НКВД была взорвана колокольня и купол храма с целью убрать ориентир и высотную точку корректировки огня для немецкой артиллерии. Имеющиеся редкие фотографии периода немецкой оккупации опровергают эту версию.

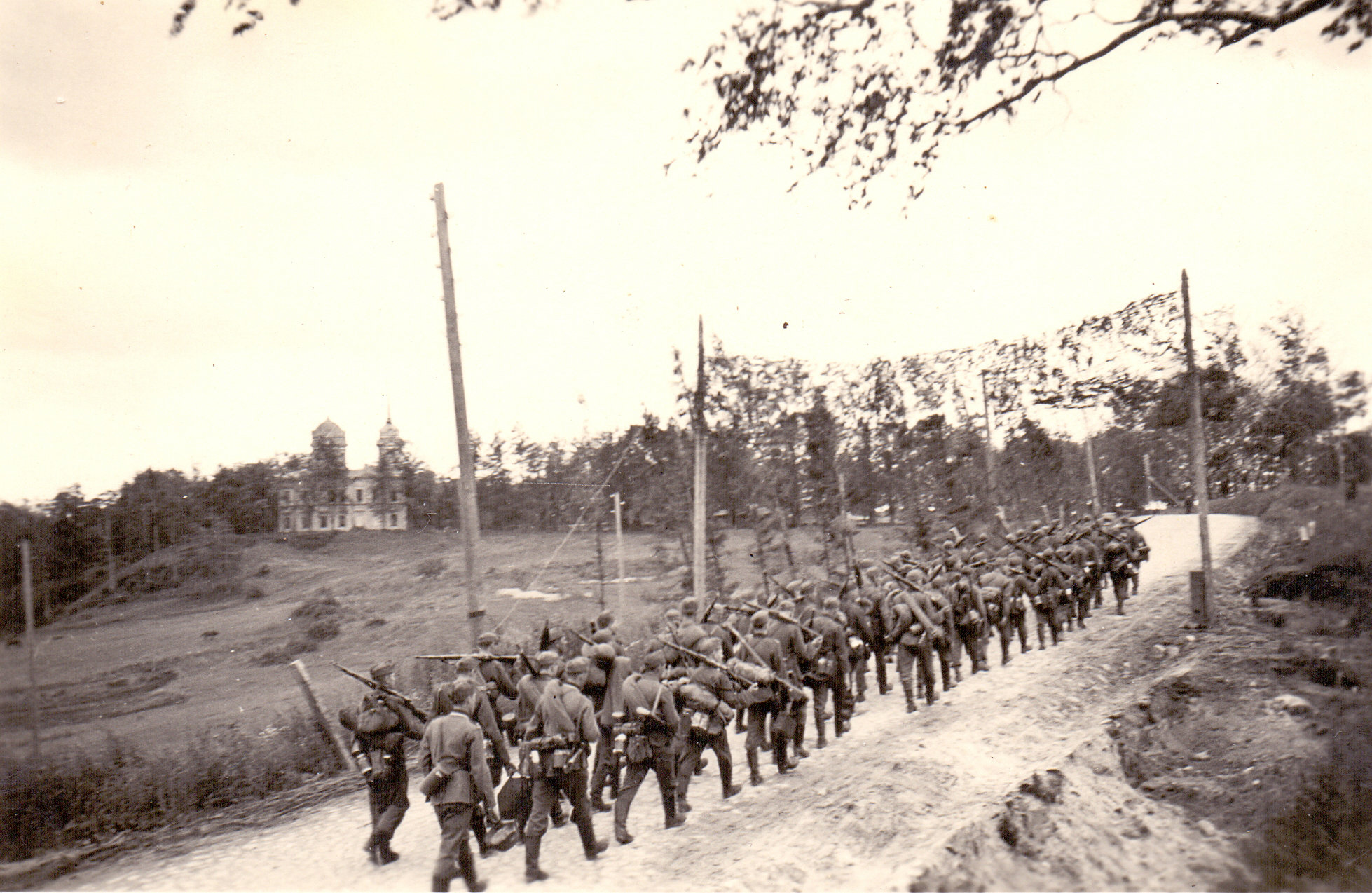
Вид на храм св. Екатерины и Рождества Прсв. Богородицы в период немецкой оккупации

В условиях оккупации, с осени 1941 года, по благословению епископа Нарвского Павла (Дмитровского), богослужения проходили в устроенном в частном здании в деревне Антропшино. В апреле 1943 года возобновились богослужения в самой Екатерининской церкви.
После освобождения территории советскими войсками храм некоторое время не действовал, но приход получил регистрацию, и в него был назначен священник. Службы в нижнем храме возобновились в 1946 году, а в 1954 года был освящён после ремонта и верхний придел.
В 2007 году был восстановлен ярус звона колокольни, увенчанный шпилем с крестом над ним. В 2011 году устроен купол.

## Внутреннее убранство

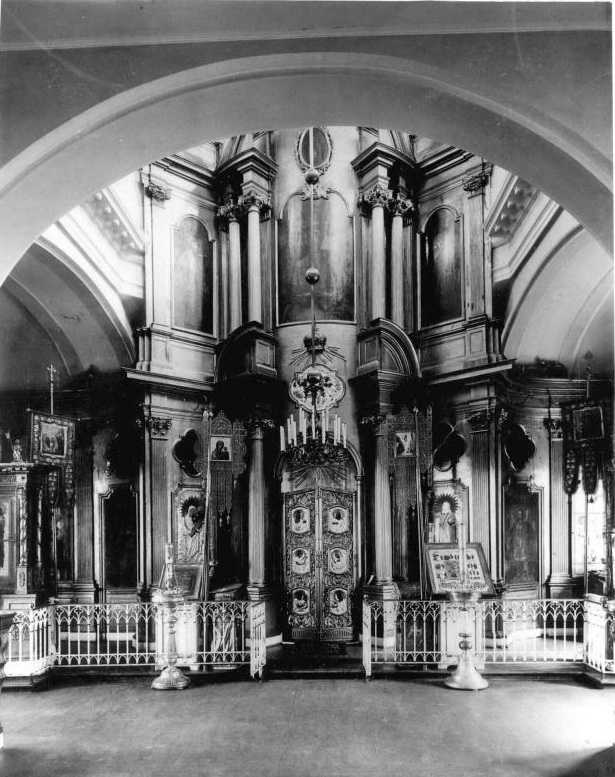
Интерьер верхней церкви.
Фото 1910-х годов

Каменный храм первоначально был построен в стиле Людовика XIV. После изменений он приобрёл стиль эклектики.
Престол верхнего храма освящён в честь Рождества Пресвятой Богородицы, нижнего — в честь святой великомученицы Екатерины.
К закрытию храма в 1938 году в нём находились иконостасы устроенный на средства графини Ю. Самойловой по рисункам архитектора Александра Брюллова: верхний — сосновый, нижний — ясеневый. Иконостасы были покрыты в 1855 году золотом.
В 1970-х годах стены и потолок верхнего храма расписаны Анатолием Трескиным (1905—1986).
Ранее в храме были достопримечательны две иконы в серебряных ризах:
- Тихвинской иконы Божией Матери
- Спасителя во Славе.

## Духовенство
| Настоятели церкви                 | Настоятели церкви                                          |
| Даты                              | Настоятели                                                 |
| --------------------------------- | ---------------------------------------------------------- |
| 1748 — 3 апреля 1758              | священник Андрей Иоаннов (1718—1778)                       |
| 27 июня 1758 — 23 декабря 1763    | священник Димитрий Гаврилов (1699—1763)                    |
| январь 1764 — 14 октября 1792     | священник Христолюб Иоаннов (1735—1792)                    |
| 14 ноября 1792 — 21 июля 1809     | священник Михаил Илларионов (1769—после 1827)              |
| июль 1809 — 16 мая 1813           | протоиерей Филипп Иоаннович Бубнов (1767—1813)             |
| 25 июня 1813 — 5 января 1823      | священник Иоанн Христолюбов (1780—1823)                    |
| 17 марта 1823 — 26 июля 1830      | священник Андрей Андреевич Никитин (1798—1830)             |
| 12 августа 1830 — 30 апреля 1848  | священник Никита Петрович Несвицкий (1790—после 1850)      |
| 30 апреля 1848 — 4 февраля 1859   | священник Александр Алексиевич Кедров (1809—1870)          |
| 4 февраля 1859 — 3 февраля 1895   | протоиерей Феодор Калинникович Положенский (1833—1897)     |
| 3 февраля 1895—1935               | протоиерей Николай Алексиевич Георгиевский (1870—1935)     |
| 1935 — арестован 27 августа 1937  | протоиерей Николай Евгениевич Давыдов (1885—1937)          |
| 1937—1946                         | храм не действовал                                         |
| 27 сентября 1944 — 19 марта 1964  | протоиерей Константин Феодорович Травин (1891—1971)        |
| 19 марта 1964 — 10 марта 1968     | протоиерей Евгений Николаевич Сенько (1916—1981)           |
| 24 апреля 1968 — 25 июня 1973     | протоиерей Владимир Васильевич Демичев (1920—1979)         |
| 18 июня 1973 — 21 марта 1977      | игумен Иринарх (Владимир Анатольевич Соловьёв) (род. 1940) |
| 21 марта 1977 — 2 сентября 2003   | протоиерей Вячеслав Михайлович Клюжев (1938—2006)          |
| 2 сентября 2003 — настоящее время | протоиерей Олег Александрович Скоморох (род. 1972)         |